# Station Grindleford
Grindleford is een spoorwegstation van National Rail in Grindleford, Derbyshire Dales in Engeland. Het station is eigendom van Network Rail en wordt beheerd door Northern Rail. Het station is geopend in 1894.

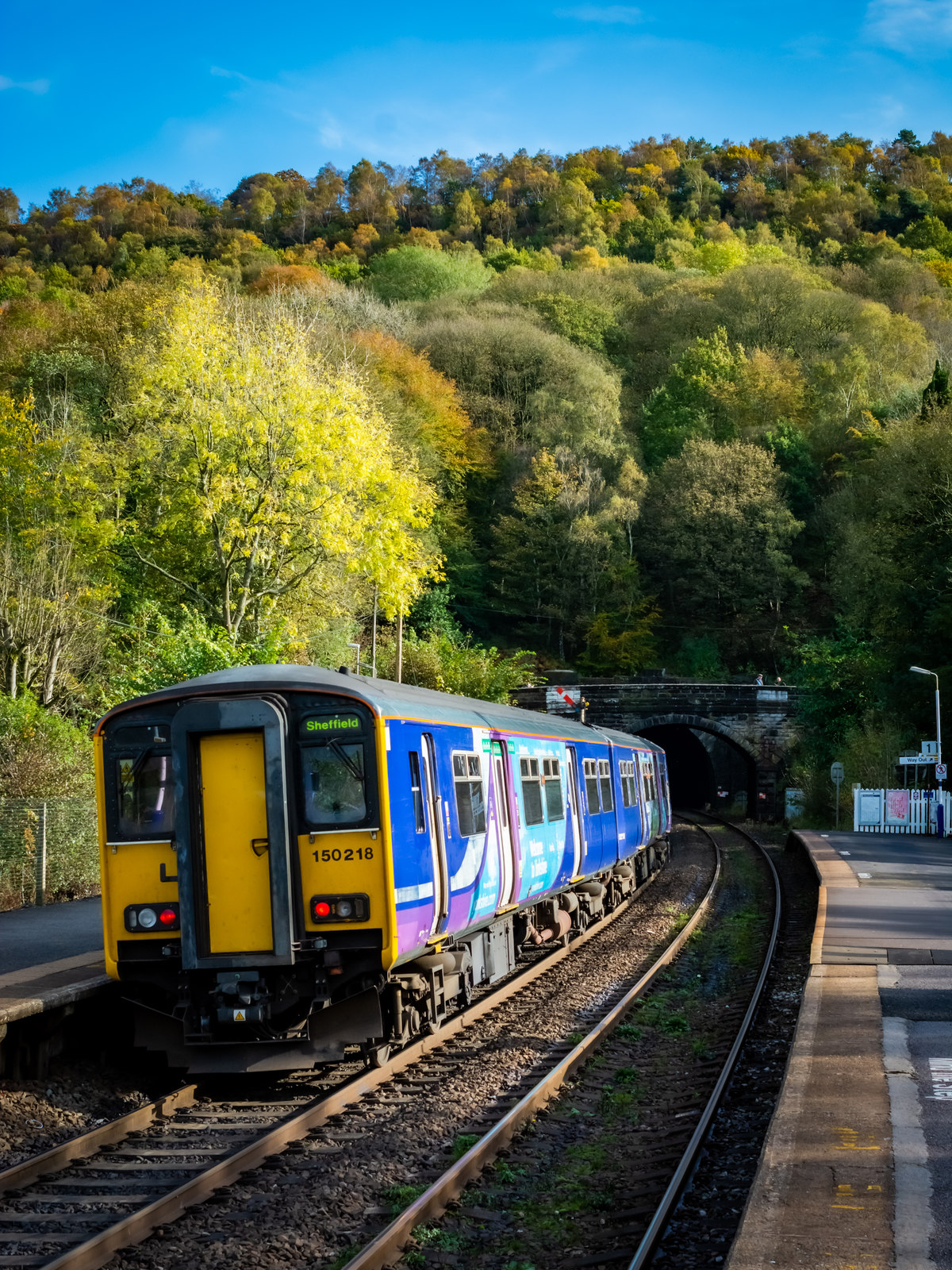
Trein naar Sheffield in station Grindleford, 2019